# Zonda, folclore argentino
Zonda, folclore argentino es una película documental argentina de 2015 escrita y dirigida por Carlos Saura. La película está protagonizada por Jaime Torres, Chaqueño Palavecino, Soledad Pastorutti, Luis Salinas, Mariana Carrizo, Pedro Aznar, Juan Falú, Marian Farías Gómez, Jairo, Gabo Ferro, Liliana Herrero, Horacio Lavandera, entre otros artistas reconocidos del folclore argentino (ó folklore). La película hizo su aparición en cartelera el 28 de mayo del mismo año.

## Sinopsis
Explorando una vez más en la magia profunda de las músicas populares, Carlos Saura se adentra en el folclore argentino para ofrecernos un recorrido fascinante sobre un mundo pasado, presente y futuro de un género que marcó la juventud del multipremiado cineasta. El encuentro de Saura con algunos de los mejores artistas y grupos de Argentina, y con el muy rico repertorio del género, nos permitirá asomarnos a una muy particular visión sobre un arte que tiene la edad de los pueblos que le dieron origen, creando un documento cultural para los tiempos venideros al que Saura le suma su magnetismo y originalidad escénica.

## Premios y nominaciones

### Premios Sur
La décima edición de los Premios Sur se llevó a cabo el 24 de noviembre de 2015.
| Año  | Categoría                 | Nominado     | Resultado |
| ---- | ------------------------- | ------------ | --------- |
| 2015 | Mejor película documental | Carlos Saura | Nominado  |